# Parque de la Quinta de la Fuente del Berro
La Quinta de la Fuente del Berro es un parque público de Madrid que ocupa los terrenos de lo que en principio fue la Quinta de Miraflores, encargada por Felipe IV como un nuevo real sitio.
En la actualidad ocupa una extensión de más de 13 hectáreas (con los Jardines Sancho Dávila), delimitado por la calle de Enrique D'Almonte, la avenida de Alcalde Sáinz de Baranda y la M-30, llegando hasta la calle de Alcalá y el puente de Ventas siguiendo paralelo a la M-30 al unirse a los Jardines Sancho Dávila, con una extensión de más de 53 000 m². Esta última zona, los jardines Sancho Dávila, se incorporó en mayo de 1968.

## Historia

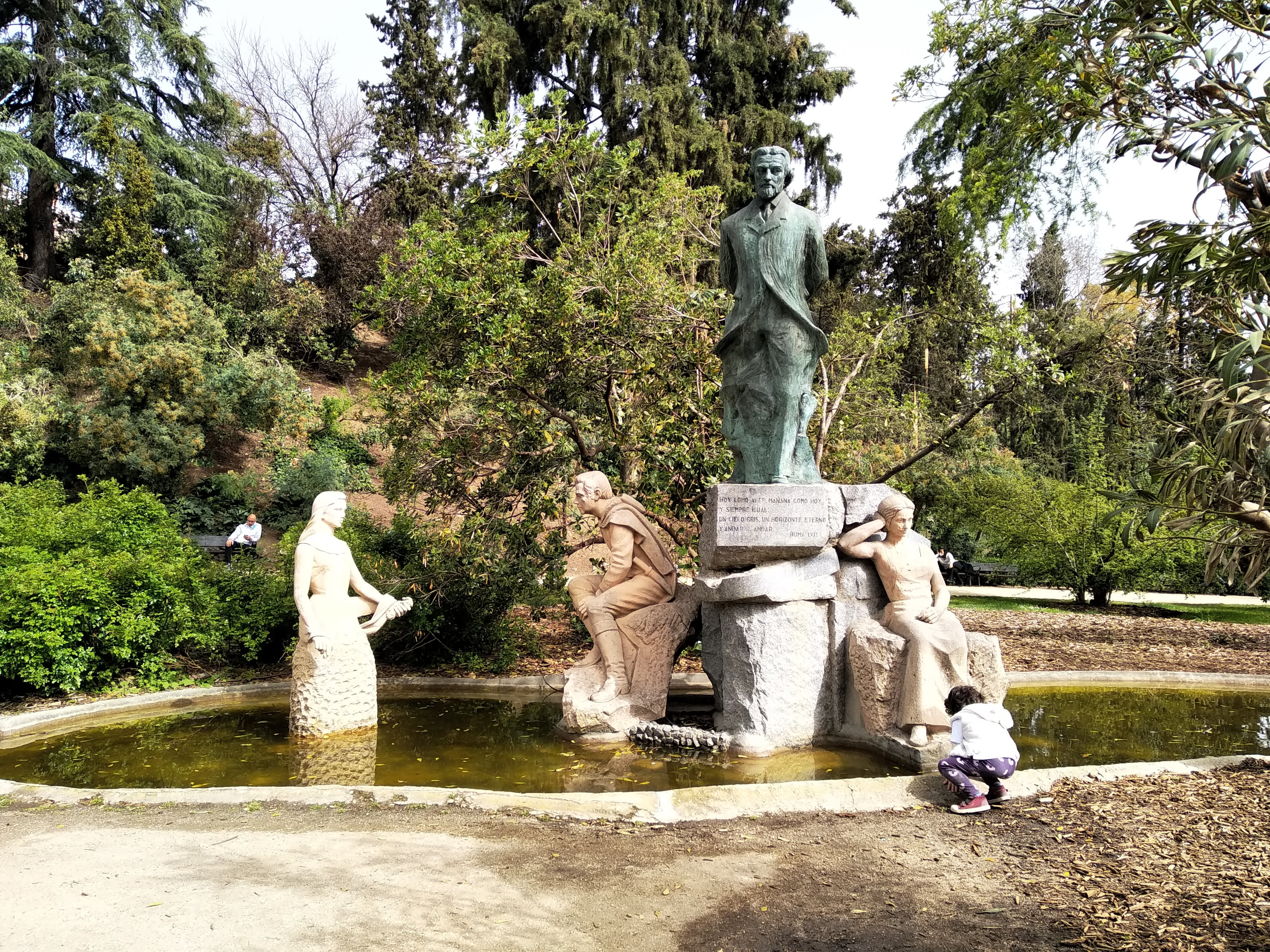
Monumento a Bécquer.

El origen del parque está en una finca situada junto al arroyo Abroñigal, arroyo del que se tienen noticias desde el siglo XVII. Bernardino Fernández de Velasco, duque de Frías y conde de Haro (condestable de Castilla) compró diversas tierras con el fin de formar una quinta que se llamaría de Miraflores, de Frías o Huerta del Condestable. En diciembre de 1630, Felipe IV adquirió por 32 000 ducados la mencionada finca, que contenía una casa con jardines, huertas, tierras de labor, viñas y frondosas arboledas compuestas de gran cantidad de árboles frutales, cipreses, álamos y moreras, que gracias al arroyo Abroñigal era extraordinariamente rica en aguas, que se aprovechaban para sus fuentes y estanques. 
La finca fue cedida en 1640 a unos monjes benedictinos castellanos expulsados del monasterio de Montserrat por motivo del levantamiento contra el poder real, si bien la corona se reservó el derecho de utilización del agua que se transportaba a palacio a lomos de burros.

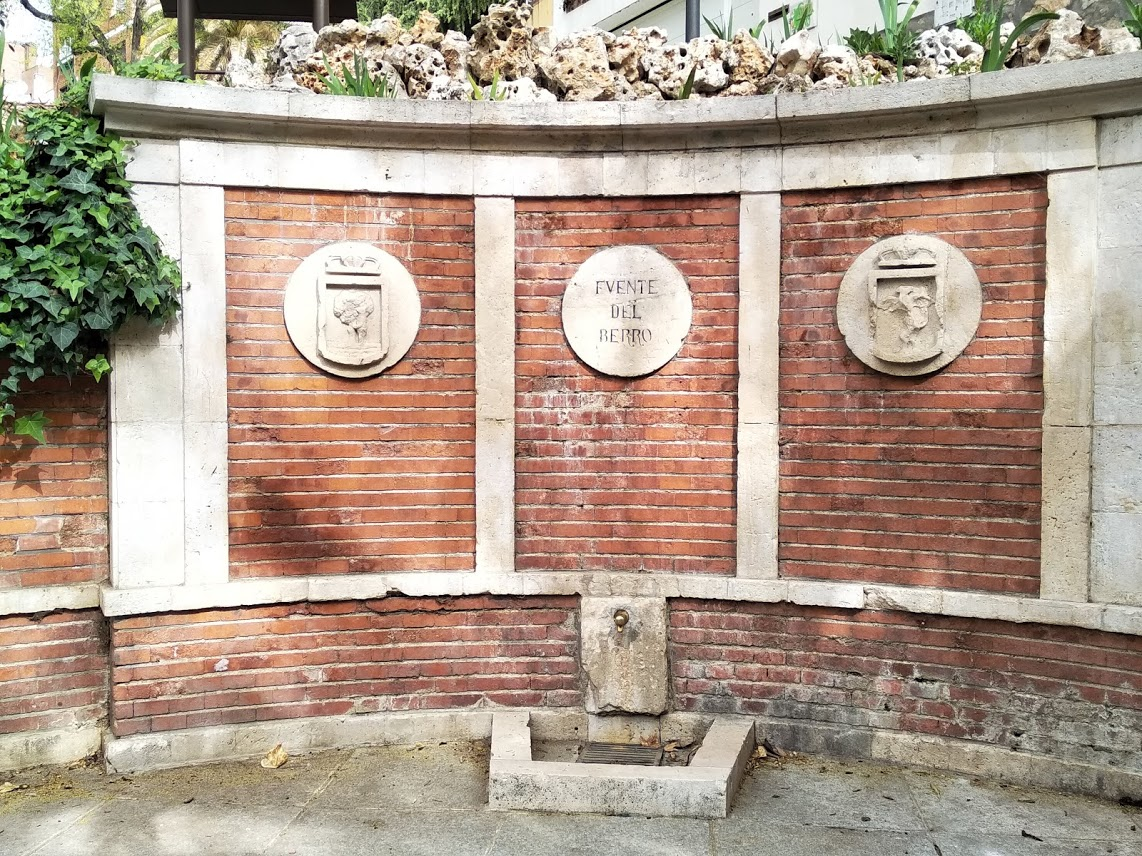
Fuente del Berro.

En 1703 fue comprada por María Trimiño Vázquez de Coronado, adelantada de Costa Rica que realizó mejoras en las conducciones de agua y de riego fundamentalmente para regar las huertas. Años más tarde legó la finca a la Obra Pía de los Padres Mercedarios Calzados, si bien la corona seguía reservándose el derecho sobre sus aguas y el mantenimiento de la fuente. El rey Carlos III mandó proteger la fuente con una casilla, con lo que empezó a denominarse fuente del Rey. El agua de la fuente del Berro fue considerada por la familia real española, desde Mariana de Austria, como una de las mejores de Madrid.
Martín Estenoz adquiere la finca en mayo de 1800, salvo la casa y la fuente del Rey, y comienza a levantar la tapia de la finca, cuyo perímetro será el definitivo. A mediados del siglo XIX parece ser que el propietario era un tal Ramírez. A finales se ese siglo sufre una transformación radical para convertirse en un parque de recreo denominado los Nuevos Campos Elíseos.

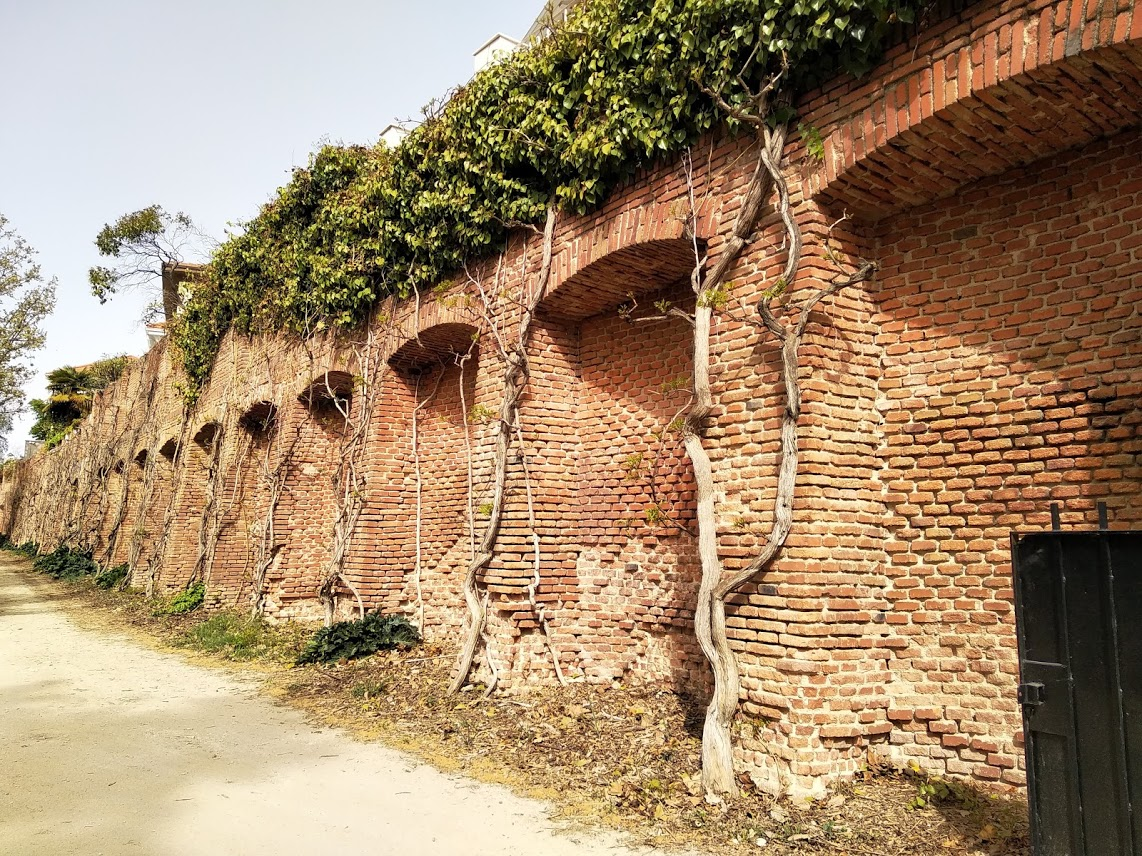
Tapia del parque.

Los Nuevos Campos Elíseos, abiertos en 1900 —que sustituyeron a los Campos Elíseos situados entre las actuales calle de Goya y calle de Jorge Juan, inaugurados en 1864—, constituían lo que hoy se denomina un parque de atracciones, que contaba con una torre-mirador, una montaña rusa, caballitos, un velódromo, una sala de tiro al blanco, una ría con su estanque y cascada, invernaderos y un restaurante de lujo que se instaló en el antiguo palacete ya existente. Así como conciertos y bailes de piñata con premios y bailes de máscaras. Sin embargo este parque de atracciones dejó de funcionar a los dos años.
A partir de ese momento el terreno pasó por numerosos propietarios. Entre los más notables destacan el matrimonio holandés formado por el banquero Corn van Eeghen y su esposa la hispanista Nonnie Reineke, que construyeron el espléndido palacete actual donde se celebraban animadas fiestas en las que se reunían aristócratas, diplomáticos, artistas, intelectuales y en ocasiones el propio rey Alfonso XIII en los años de la dictadura del Primo de Rivera. En las antiguas caballerizas tuvo su estudio su yerno el laureado pintor Antonio Ortiz Echagüe ( Guadalajara 1883- Buenos Aires 1942). En 1948 fue adquirido por el Ayuntamiento de Madrid siendo alcalde el conde de Mayalde, si bien ya había sido declarado jardín histórico artístico el 4 de enero de 1941. A partir de ese momento comienzan las obras de acondicionamiento del jardín y la restauración del palacete para Instituto y Museo Arqueológico Municipal, abriéndose al público en 1954. En ese tiempo su superficie era de 79 000 metros cuadrados, reduciéndose a las actuales 7,4 hectáreas por el trazado de la M-30 en la década de 1970.

### El parque actual

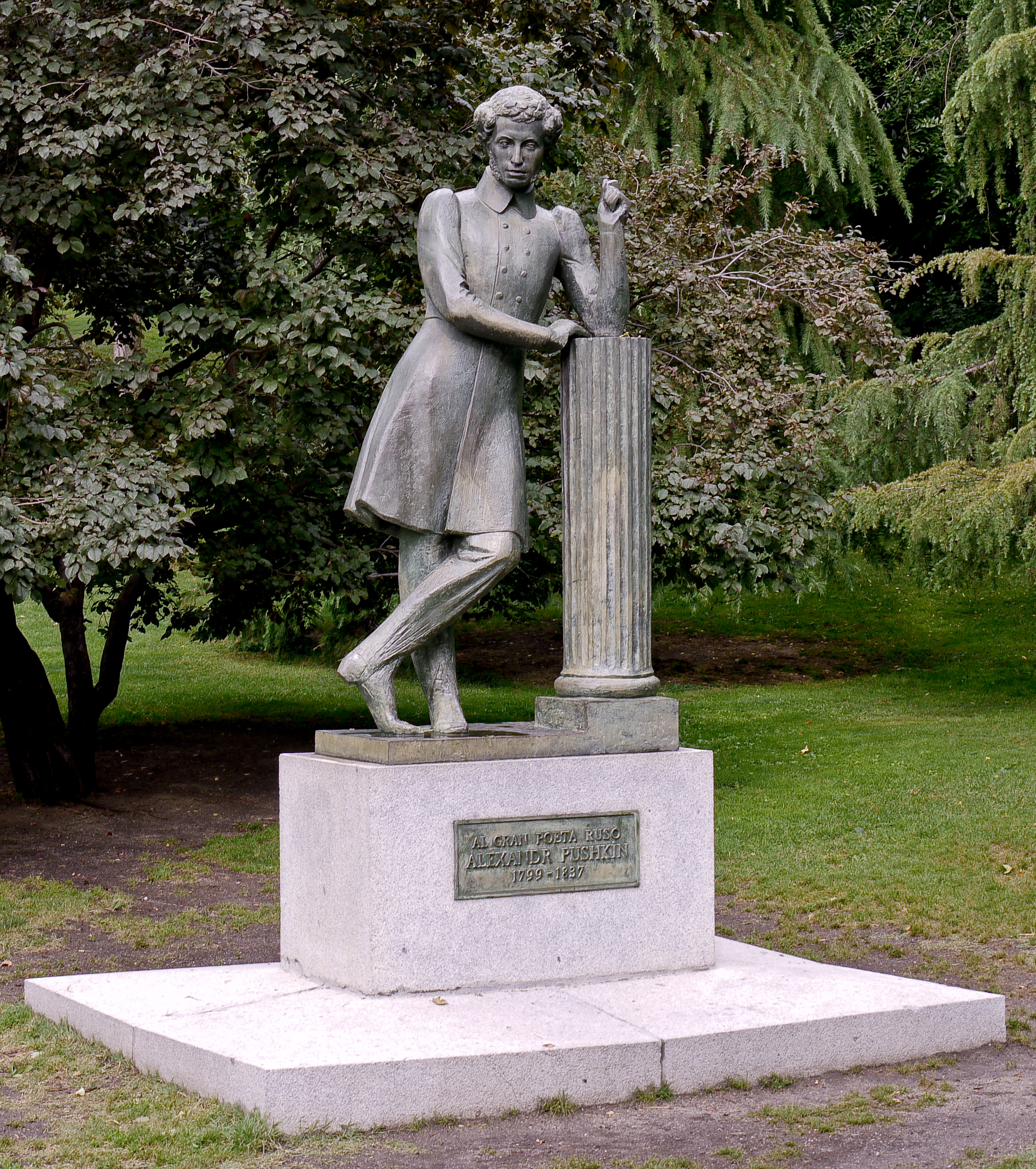
Monumento a Aleksandr Pushkin.

La entrada por la calle Enrique D' Almonte se compone de dos pequeños torreones almenados que abren la tapia de ladrillo a la cual aparecen adosadas algunas construcciones del mismo material. Según se accede por esta puerta puede apreciarse el antiguo palacete que es lo único que queda de su pasado.
El parque, de tipo paisajista con diversos desniveles, está formado por praderas surcadas por sinuosos paseos y escaleras rústicas de piedra posee una rica variedad de árboles. Entre los elementos más destacados se encuentran el monumento a Bécquer, la estatua dedicada al escritor ruso Pushkin, una fuente con un gran jarrón de piedra junto a la entrada antes mencionada, una cascada y un par de pequeños estanques, además del ya mencionado palacete.